# Левицький Олексій Михайлович
Олексій Михайлович Левицький (27 жовтня 1904, село Барятино Богородицького повіту Тульської губернії, тепер Тульської області, Російська Федерація — після 1991, Москва) — радянський діяч, номенклатурник, виконувач обов'язків 2-го секретаря ЦК КП(б) Білорусі. Член ЦК КП(б) Білорусі у січні 1938 — травні 1940 р. Член Бюро ЦК КП(б) Білорусі у січні — травні? 1938 р. Входив до складу особливої трійки НКВС СРСР. Депутат Верховної Ради СРСР 1-го скликання.

## Біографія
Народився у родині акцизного чиновника. У 1919 році вступив до комсомолу. У жовтні 1919 — травні 1921 року — червоноармієць Комуністичного полку РСЧА. Учасник Громадянської війни в Росії.
Член РКП(б) з 1920 року.
У травні 1921 — вересні 1922 року — інструктор, завідувач відділу Бельовського повітового комітету РКП(б) Тульської губернії. У жовтні — грудні 1922 року — інформатор Тульського губернського комітету РКП(б). У грудні 1922 — серпні 1924 року — інструктор, завідувач відділу Єпіфанського повітового комітету РКП(б) Тульської губернії. У серпні 1924 — січні 1925 року — секретар Єпіфанського районного бюро РКП(б) Тульської губернії.
У січні 1925 — травні 1928 року — уповноважений повітового профспілкового бюро, завідувач відділу Серебрянопрудського районного комітету ВКП(б), голова виконавчого комітету Серебрянопрудської районної ради Московської губернії. У травні 1928 — березні 1929 року — голова виконавчого комітету Дубенської районної ради Тульської губернії.
У березні 1929 — серпні 1930 року — завідувач відділу Кредитної селянської спілки, інструктор Тульського окружного виконавчого комітету, заступник начальника Тульського окружного земельного управління.
У серпні 1930 — березні 1933 року — 1-й секретар Чернського районного комітету ВКП(б) Московської області. У березні 1933 — липні 1937 року — 1-й секретар Сасовського районного комітету ВКП(б) Московської області.
У липні — серпні 1937 року — начальник Московського обласного земельного управління.
11 серпня 1937 — 30 березня 1938 року — виконувач обов'язків 2-го секретаря ЦК КП(б) Білорусі. У цей період входив до складу особливої трійки, створеної за наказом НКВС СРСР від 30.07.1937. У травні — вересні 1938 року — у розпорядженні ЦК ВКП(б) у Москві.
У вересні 1938 — листопаді 1941 року — студент Сільськогосподарської академії імені Тимірязєва.
З листопада 1941 року — в Червоній армії. Учасник німецько-радянської війни. У листопаді 1941 — серпні 1946 року — комісар Горьковського танкового училища, начальник політичного відділу 15-ї танкової бригади 5-ї гвардійської танкової армії, інспектор політичного відділу 5-ї гвардійської танкової армії.
У вересні 1946 — липні 1950 року — голова виконавчого комітету Луховицької районної ради депутатів трудящих Московської області.
У липні 1950 — вересні 1953 року — начальник Московського обласного управління сільського господарства. У вересні 1953 — квітні 1956 року — начальник Московського обласного управління сільського господарства і заготівель.
У квітні 1956 — вересні 1957 року — заступник міністра сільського господарства СРСР.
У вересні 1957 — березні 1968 року — відповідальний секретар постійного робочого апарату Економічної комісії Ради національностей Верховної Ради СРСР.
З січня 1968 року — на пенсії, з березня 1968 року — персональний пенсіонер союзного значення у Москві. У листопаді 1973 — листопаді 1981 року — секретар партійного бюро житлово-експлуатаційної контори (ЖЕК) № 23 житлового управління Октябрського району міста Москви.

## Звання
- гвардії майор
- підполковник

## Нагороди
- орден «Знак Пошани» (15.12.1943).
- два ордени Вітчизняної війни II ступеня (16.01.1944, 6.04.1985)
- орден Червоного Прапора (19.07.1944)